# Баженовское асбестовое месторождение
Баже́новское асбе́стовое месторождение — месторождение асбеста, расположенное в Асбестовском муниципальном округе Свердловской области России. На Баженовском месторождении добывается преимущественно хризотил-асбест, один из основных видов асбеста. Разведанные запасы Баженовского месторождения на 2024 год составляют 76 млн тонн хризотил-асбестового волокна. Эти запасы делают его крупнейшим месторождением хризотила в мире. Является градообразующим предприятием для города Асбест.

## История открытия и разведки
Самые ранние свидетельства о наличии на Урале асбеста относятся к 1720 году. Наличие в этом районе асбеста было описано в 1877 и 1879 годах А. П. Карпинским. Само месторождение было открыто в 1885 году членом Уральского общества любителей естествознания землемером-топографом А. П. Ладыженским. Месторождение было названо Баженовским по названию ближайшей железнодорожной станции Баженово. Геологическое изучение местораждения началось в 1922 году, запасы были оценены 8 млн тонн при исследовании до глубины в 150 метров и при залегании породы до 1 000 метров. Доразведка состоялась в 1960 году; запасы были оценены в 60 млн тонн хризотила. На 2013 год запасы хризотила оценивались в 62 млн тонн, на 2024 год запасы оценивались в 76 млн тонн.
Баженовское месторождение является уникальным из-за широкого набора волокон различной длины; наличие волокон разной длины позволяет производить хризотил самого широкого ассортимента.

## История добычи

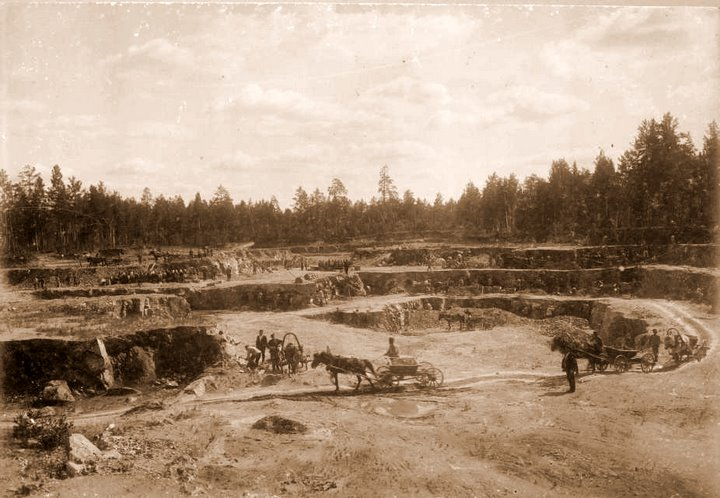
Добыча асбестовой руды на Баженовском месторождении в XIX веке

Начавшаяся в 1889 году добыча асбеста на Баженовском проходила с приминением примитивных методов работы. Вместе с началом добычи был основан и рабочий поселок Куделька. Вскоре после начала добычи на месторождении начали применять взрывные работы (1901) и специальную технику, включая машины для водоотлива (1896) и механизмы для дробления и выделения концентратов. В 1904 году появились железнодорожные пути, паровозы на месторождении начали работать в 1910 году.
В 1922 году создание государственного предприятия «Ураласбокомбинат» привело к планомерному развитию добычи с увеличением механизации процессов. Реконструкция в конце 1920-х годов, открытие обогатительной фабрики и введение новой техники позволили существенно увеличить объём добычи.
В 1976 году на месторождении достигли самого большого производства асбеста в объеме 1,55 млн тонн.

## Современная разработка месторождения
Баженовское месторождение разрабатывает ПАО «Ураласбест» (Уральский асбестовый горно-обогатительный комбинат). Месторождение разрабатывают открытым способом с внутренним и внешним отвалообразованием и подземно-шахтным водоотведением. Среднее содержание хризотилового волокна в руде составляет 2,35 %. Протяжённость Баженовского месторождения составляет 7,5 км, ширина достигает 2,5 км, глубина 378 метра (проектная глубина 700 м).
ПАО «Ураласбест» производит 19 % всего асбеста в мире. Объём годовой добычи горной массы достигает 29 млн тонн или 11 млн тонн руды или 235 тысяч тонн хризотила; экспорт составляет 63 %. На предприятии работает более 8 тысяч человек. Предприятие является градообразующим для города Асбест.